# 홍성민 (2006년)
홍성민(弘成民, 2006년 9월 29일 ~ )는 대한민국의 축구 선수로 포지션은 골키퍼이며 현재 K리그1 포항 스틸러스 소속이다.

## 수상

### 구단

#### 포항 스틸러스
- 코리아컵
  - 우승 1회 : 2024